# J. K. Rowling
Joanne "Jo" Rowling (Yate, Gloucestershire, 31. srpnja 1965.), britanska književnica poznata po svojoj seriji romana Harry Potter. Romani o mladom čarobnjaku dostigli su svjetsku slavu, osvojli brojne književne nagrade te su prodani u više od 500 milijuna primjeraka, a po njima je snimljena serija od osam filmova kojima je Rowling odobrila scenarij i imala određen utjecaj tijekom snimanja.

## Životopis
Kao dijete, Rowling je često pisala priče koje je zatim čitala svojoj sestri. 
»Još se mogu sjetiti da sam joj pričala priču u kojoj je upala u zečju rupu te ju je obitelj zečeva u njoj hranila jagodama. Sigurno prva priča koju sam napisala (kad sam imala pet ili šest godina) bila je o zecu koji se zvao Zec. Dobio je ospice te su ga posjećivali prijatelji, uključujući i divovsku pčelu koja se zvala Gospođica Pčela.«
Nakon što je 1986. diplomirala na Sveučilištu Exeter (University of Exeter) preselila se u London gdje je počela raditi za Amnesty International. Tijekom tog razdoblja, dok se vozila vlakom iz Manchestera u London, dobila je ideju za priču o dječaku koji pohađa školu čarobnjaštva. Počela je pisati o avanturama Harryja Pottera čim je stigla na svoje odredište. Rowling se zatim preselila u Porto, u Portugalu gdje je poučavala engleski kao strani jezik. Tamo se, 16. listopada 1992. udala za portugalskog televizijskog novinara Jorgea Arantesa. Prije razvoda 1993. rodila im se kćer Jessica Isabel. U prosincu 1994. s kćeri se preselila svojoj sestri u Edinburgh. Živjela je od socijalne pomoći, ali je uspjela dovršiti svoj prvi roman pišući u edinburškim kafićima kad god je uspjela uspavati Jessicu.
Prvi nastavak u seriji Harry Potter bio je odbijen 12 puta. Kada je Rowling konačno pronašla izdavača, preporučeno joj je da piše pod pseudonimom kako dječaci kao čitatelji ne bi zazirali od ženske spisateljice. Kako nije imala srednje ime, uzela je bakino Kathleen, i nastala je J. K. Rowling.

## Harry Potter
Njezina prva knjiga u seriji, Harry Potter i Kamen mudraca (1997.), ostvarila je izvanredan uspjeh, obraćajući se istodobno djeci (ciljanoj publici) i odraslima. Živim opisima i maštovitom okosnicom priče, predstavlja avanture neočekivanog heroja Harryja Pottera, osamljenog siročića koji otkriva da je ustvari čarobnjak, i prijavljuje se u školu vještičarenja i čarobnjaštva Hogwarts. Knjiga je osvojila mnoge nagrade, uključujući British Book Award. 
Slijede nastavci: Odaja tajni, Zatočenik Azkabana, Plameni Pehar, Red feniksa, Princ miješane krvi, Harry Potter i Darovi smrti - također bestseleri, izdani u više od 200 zemalja i prevedeni na više od 60 jezika. U 2001. godini objavljeni su Čudesne zvijeri i gdje ih naći i Metloboj kroz stoljeća, s prihodima namijenjenim u dobrotvorne svrhe. Serija je doista potakla entuzijazam među djecom i zaslužna je za stvaranje novog zanimanja za čitanjem. Filmska verzija prvog nastavka snimljena je 2001. godine i postala jedan od najgledanijih filmova na svijetu. Ostali su nastavci također vrlo uspješno ekranizirani. U ožujku 2001. godine, Rowlingovoj je dodijeljena titula OBE (Officer of the British Empire).U srpnju 2007. objavljena je njena posljednja knjiga iz serijala knjiga o Harryju Potteru (Harry Potter i darovi smrti)